# Hierodula daqingshanensis
Hierodula daqingshanensis es una especie de mantis de la familia Mantidae.

## Distribución geográfica
Se encuentra en China.